# Mehmet Çam
Mehmet Çam est un réalisateur et documentariste, né en 1982 à Istanbul, diplômé de l'université Galatasaray (université francophone de la Turquie), du departement de RTC (Radio-Télévision et Cinéma).

## Biographie
Mehmet Çam travaille actuellement comme journaliste pour CNN Turquie (CNNTURK), dans une émission télévisée, 5n1k, émise quatre jours par semaine. 
Pendant ses études, Mehmet Çam a réalisé plusieurs émissions de télévision pour la télévision de l'université, et plusieurs émissions radiophoniques pour la Radio Campus de GSU.
Le dernier film documentaire, intitulé Hamam tastamam, a dernièrement obtenu le prix du documentaire dans Les Jeunes Communicateurs d'Aydin Dogan Vakfi.

## Filmographie (documentaires)
- Hammam Tastamam réalisé en 2006, 15 min, film documentaire sur les hammams turcs
- Istanbul 34, en cours de réalisation[réf. nécessaire]